# Hietakari, Karvia
Hietakari är en ö i Finland. Den ligger i sjön Suomijärvi och i kommunen Karvia i den ekonomiska regionen  Norra Satakunta ekonomiska region  och landskapet Satakunta, i den sydvästra delen av landet, 240 km nordväst om huvudstaden Helsingfors. Öns area är 0,9 hektar och dess största längd är 150 meter i nord-sydlig riktning.